# 科尼利厄斯 (奧勒岡州)
科尼利厄斯（英語：Cornelius）是美國奧勒岡州華盛頓縣的一座城市，依據2020結果有人口12,694人。科尼利厄斯位處西邊的佛雷斯特格羅夫以及東邊的希爾斯伯勒之間，以建立者托馬斯·R·科尼利厄斯命名。

## 外部連結
- Entry for Cornelius （页面存档备份，存于） in the Oregon Blue Book